# Murricia
Murricia is een geslacht van spinnen uit de  familie van de Hersiliidae.

## Soorten
- Murricia cornuta Baehr & Baehr, 1993
- Murricia crinifera Baehr & Baehr, 1993
- Murricia triangularis Baehr & Baehr, 1993
- Murricia uva Foord, 2008